# Slag van de Tien Koningen
De Slag van de Tien Koningen is de strijd uit de Rigveda aan de rivier Ravi tussen de Bharata onder Sudas tegen een alliantie van tien andere stammen. Daarbij wisten de Bharata de overwinning te behalen. Mogelijk stond deze slag model voor de Bharata-oorlog uit de Mahabharata.
Sudas wordt zowel een Tritsu als een Bharata genoemd. Mogelijk waren deze dezelfde, maar een andere mogelijkheid is dat de Tritsu een koninklijke familie waren van de stam Bharata. Dit was een kleine stam, maar met de komst van purohita Vishvamitra zouden deze aan kracht hebben gewonnen. Vishvamitra zou door Sudas aan de kant zijn gezet voor nieuwkomer Vasishtha, wat de nodige rivaliteit in de hand werkte.
De Tritsu kwamen daarna tegen een alliantie te staan van tien stammen, zowel arya als inheemse stammen (dasa), aangevoerd door de Puru en bijgestaan door Vishvamitra nadat deze door Sudas aan de kant was gezet. De Tritsu wisten de overwinning te behalen, wat te danken zou zijn aan het aanroepen van de goden Indra en Varuna door Vasishtha en de offers (yajna) die aan de goden gebracht werden.
De Bharata domineerden daarna de andere stammen tot de Kuru's de vijftig stammen verenigden tot een enkele superstam.